# Exoprosopa infumata
Exoprosopa infumata är en tvåvingeart som beskrevs av Mario Bezzi 1921. Exoprosopa infumata ingår i släktet Exoprosopa och familjen svävflugor. Inga underarter finns listade i Catalogue of Life.